# ホルヘ・ルイス・ゴンサレス
ホルヘ・ルイス・ゴンサレス（Jorge Luis González、男性、1964年10月19日 - ）は、プロボクサー。キューバ共和国出身。身長201cm、リーチ208cm。
パンアメリカン大会でレノックス・ルイス リディック・ボウをダウンさせた経験を持つ。特に、ボウ相手には4度のダウンを奪った。アマチュア時代は数多くのタイトルを獲得したエリートボクサーである。
プロ転向後は、2mの巨体と独特のヘアースタイル、風貌、試合態度から注目を集めるようになる。未来のチャンピオン、将来のスター候補性としてMGMグランドガーデンホテルと独自のプロモート契約を結んだのはボクサーとしては異例。
23戦全勝22KOの戦績を引っさげリディック・ボウに挑戦したものの、一方的なメッタ打ちの末6RKO負け。敗れた直後、MGMグランドガーデンを解雇。以降、ゴンザレスのボクシングキャリアは急速に下降線をたどることとなる。

## 略歴
- 1991年6月、プロデビュー。
- 1995年3月、デビュー以来、23戦全勝22KOを記録。
- 1995年6月、リディック・ボウの持つWBO世界ヘビー級タイトルに挑戦するが、6RTKO負け。
- 1996年6月、元WBA世界ヘビー級王者のティム・ウィザスプーンとノンタイトル10回戦を行い、5RTKO負け。
- 1997年11月、後にWBC・IBF・IBA世界ヘビー級タイトルに挑戦するマイケル・グラントとノンタイトル10回戦を行い、1RTKO負け。
- 1999年11月、元WBA世界ヘビー級王者のグレグ・ペイジとノンタイトル10回戦を行い、判定勝ち。
- 2000年8月、後にK-1に出場するタイソンそっくりのクリフ・コーザーとノンタイトル10回戦を行い、3RTKO負け。
- 2001年4月、売り出し中のホワイトホープ、ジョー・メシーとノンタイトル10回戦を行い、4RTKO負け。

戦績 39戦31勝（27KO）8敗 （2002年1月現在）